# 737 TCN
737 TCN là một năm trong lịch La Mã.